# Love Long Distance
Love Long Distance è un singolo del gruppo musicale indie rock statunitense Gossip, pubblicato il 13 settembre 2009 dall'etichetta discografica Columbia.
Il brano è stato scritto da Beth Ditto, Nathan Howdeshell e Hannah Billie e prodotto da Rick Rubin ed è stato estratto dal quarto album di inediti del gruppo, Music for Men.

## Tracce
CD-Single (Columbia 88697628452 (Sony) / EAN 0886976284527)
1. Love Long Distance - 4:25

## Classifiche
| Paese             | Posizione massima |
| ----------------- | ----------------- |
| Germania          | 30                |
| Belgio (Fiandre)  | 32                |
| Belgio (Vallonia) | 36                |
| Svizzera          | 41                |
| Australia         | 49                |